# 白藤里奈
白藤 里奈（しらふじ りな、6月1日 - ）は、日本のモデル、タレント。東京都出身。カロスエンターテイメント所属。

## 人物
日本大学医学部医学科 在学中の2016年、小学館ミス関東で準グランプリを獲得した。
趣味は美容研究、ショッピング、旅行。特技はダンス、ゴルフ。
先祖は伊達政宗であり、13代前が政宗であることをたびたびテレビ番組で公言していた。偉人の子孫ネタが行われた回の『水曜日のダウンタウン』にも出演した。

## 出演

### テレビ番組
- 日曜ビッグバラエティ お見合いTHEワールド〜ニッポン大好き外国人とヤマトナデシコ〜（2016年6月5日[7]、テレビ東京）
- オタ恋（2016年8月、BS朝日/AbemaTV）
- Momm!!（2016年11月1日[4]、TBS）
- 水曜日のダウンタウン（2016年12月21日[6]、TBS）
- さんまの東大方程式（2017年3月1日[5]、フジテレビ）

### ネット配信番組
- Rakuten SUPER LIVE TV（2016年8月、楽天） - ゲスト出演
- あしたのSHOW(2021年7月、ネット配信番組) -MC
- アリス矢沢透の飲食応援団！(2021年11月、2022年4月、渋谷クロスFM) -アシスタントMC

## 掲載

### ウェブサイト
- 文芸女子webマガジン（2016年7月 - 、小学館） - 連載
- with online（2016年7月、講談社） - 「with girls 委員会」レギュラーメンバー

### 雑誌
- FRIDAY（2017年2月、講談社） - グラビアページ「女子大生水着美女図鑑」掲載